# Hades Nebula
Hades Nebula è un videogioco sparatutto a scorrimento verticale alla guida di un'astronave, pubblicato nel 1987 per Atari ST, Commodore 64 e ZX Spectrum dall'editrice britannica Nexus.

## Modalità di gioco
Il gioco è uno sparatutto a scorrimento verticale continuo verso l'alto, spesso giudicato poco originale e molto impegnativo dalla stampa dell'epoca, con giudizi variabili dal mediocre al molto buono.
Ci sono 15 livelli e si comincia sorvolando la superficie di un arido pianeta, per poi spostarsi nello spazio, dove si sorvolano enormi piattaforme spaziali nemiche, intervallate dallo spazio aperto dove si affrontano le astronavi madre. La versione ZX Spectrum è monocromatica.
I nemici arrivano principalmente come squadroni di mezzi volanti, spesso capaci di sparare in varie direzioni. L'astronave del giocatore viene distrutta con un solo colpo e ha più vite a disposizione. Si incontrano diversi boss sotto forma di astronavi molto grandi, fino al confronto finale con l'ammiraglia dell'imperatore Hades.
Sparando alle cupole poste a terra a volte si liberano dei power-up da raccogliere oppure un proiettile da evitare. Bisogna stare attenti a non colpire di nuovo il power-up perché verrebbe distrutto. Una volta raccolti, i power-up alterano l'apparenza dell'astronave stessa aggiungendo delle parti e conferiscono abilità, tra cui: velocità extra,
estensione alare (aumenta la potenza di fuoco ma anche la superficie esposta ai colpi nemici), rotori frontali o laterali (distruggono i nemici al contatto), laser singolo (oltrepassa i nemici e colpisce tutto lungo il cammino), laser triplo.